# La Chaux-du-Dombief
La Chaux-du-Dombief és un municipi francès situat al departament del Jura i a la regió de Borgonya - Franc Comtat. L'any 2007 tenia 531 habitants.

## Demografia

### Població
El 2007 la població de fet de La Chaux-du-Dombief era de 531 persones. Hi havia 212 famílies de les quals 52 eren unipersonals (20 homes vivint sols i 32 dones vivint soles), 52 parelles sense fills, 80 parelles amb fills i 28 famílies monoparentals amb fills.
La població ha evolucionat segons el següent gràfic:
Habitants censats

### Habitatges
El 2007 hi havia 270 habitatges, 211 eren l'habitatge principal de la família, 42 eren segones residències i 17 estaven desocupats. 224 eren cases i 42 eren apartaments. Dels 211 habitatges principals, 169 estaven ocupats pels seus propietaris, 34 estaven llogats i ocupats pels llogaters i 8 estaven cedits a títol gratuït; 8 tenien una cambra, 8 en tenien dues, 17 en tenien tres, 48 en tenien quatre i 130 en tenien cinc o més. 161 habitatges disposaven pel capbaix d'una plaça de pàrquing. A 64 habitatges hi havia un automòbil i a 129 n'hi havia dos o més.

### Piràmide de població
La piràmide de població per edats i sexe el 2009 era:
| Homes | Edats   | Dones |
| ----- | ------- | ----- |
| 0     | 95 o +  | 0     |
| 0     | 90 a 94 | 0     |
| 0     | 85 a 89 | 0     |
| 0     | 80 a 84 | 4     |
| 8     | 75 a 79 | 8     |
| 4     | 70 a 74 | 4     |
| 16    | 65 a 69 | 12    |
| 4     | 60 a 64 | 16    |
| 20    | 55 a 59 | 12    |
| 20    | 50 a 54 | 24    |
| 16    | 45 a 49 | 0     |
| 20    | 40 a 44 | 24    |
| 20    | 35 a 39 | 12    |
| 12    | 30 a 34 | 24    |
| 16    | 25 a 29 | 24    |
| 16    | 20 a 24 | 8     |
| 24    | 15 a 19 | 12    |
| 20    | 10 a 14 | 32    |
| 4     | 5 a 9   | 12    |
| 20    | 0 a 4   | 16    |

## Economia
El 2007 la població en edat de treballar era de 358 persones, 283 eren actives i 75 eren inactives. De les 283 persones actives 262 estaven ocupades (148 homes i 114 dones) i 21 estaven aturades (9 homes i 12 dones). De les 75 persones inactives 35 estaven jubilades, 21 estaven estudiant i 19 estaven classificades com a «altres inactius».

### Ingressos
El 2009 a La Chaux-du-Dombief hi havia 210 unitats fiscals que integraven 549 persones, la mediana anual d'ingressos fiscals per persona era de 19.389 €.

### Activitats econòmiques
Dels 25 establiments que hi havia el 2007, 1 era d'una empresa extractiva, 1 d'una empresa alimentària, 1 d'una empresa de fabricació de material elèctric, 1 d'una empresa de fabricació d'altres productes industrials, 3 d'empreses de construcció, 6 d'empreses de comerç i reparació d'automòbils, 3 d'empreses d'hostatgeria i restauració, 1 d'una empresa financera, 1 d'una empresa immobiliària, 2 d'empreses de serveis, 3 d'entitats de l'administració pública i 2 d'empreses classificades com a «altres activitats de serveis».
Dels 7 establiments de servei als particulars que hi havia el 2009, 1 era un taller de reparació d'automòbils i de material agrícola, 2 fusteries, 1 empresa de construcció, 2 restaurants i 1 saló de bellesa.
Dels 2 establiments comercials que hi havia el 2009, 1 era una botiga de menys de 120 m² i 1 una fleca.
L'any 2000 a La Chaux-du-Dombief hi havia 7 explotacions agrícoles.

## Equipaments sanitaris i escolars
El 2009 hi havia una escola elemental.

## Poblacions més properes
El següent diagrama mostra les poblacions més properes.